# Sørup Sogn (Rebild Kommune)
 For alternative betydninger, se Sørup Sogn. (Se også artikler, som begynder med Sørup Sogn)
Sørup Sogn er et sogn i Rebild Provsti (Aalborg Stift).
I 1906 blev Sørup Kirke opført, og Sørup blev et kirkedistrikt i Buderup Sogn, som hørte til Hornum Herred i Ålborg Amt. Sørup Kirkedistrikt fik eget menighedsråd i 1968. Buderup-Gravlev sognekommune inkl. Sørup blev ved kommunalreformen i 1970 indlemmet i Støvring Kommune, der ved strukturreformen i 2007 indgik i Rebild Kommune.
Da kirkedistrikterne blev afskaffet 1. oktober 2010, blev Sørup Kirkedistrikt udskilt af Buderup Sogn (nu Støvring Sogn) som det selvstændige Sørup Sogn.